# Chiêm Hóa (huyện)
Chiêm Hóa là một huyện thuộc tỉnh Tuyên Quang, Việt Nam.

## Địa lý
Huyện Chiêm Hóa nằm ở phía bắc tỉnh Tuyên Quang, có vị trí địa lý:
- Phía đông giáp huyện Chợ Đồn, tỉnh Bắc Kạn
- Phía tây giáp huyện Hàm Yên và huyện Bắc Quang, tỉnh Hà Giang
- Phía nam giáp huyện Yên Sơn
- Phía bắc giáp huyện Na Hang và huyện Lâm Bình.

Huyện có diện tích 1.146,24 km², dân số năm 2020 là 134.091 người, mật độ dân số đạt 117 người/km².
Huyện lỵ là thị trấn Vĩnh Lộc, nơi có con sông Gâm chảy qua theo hướng bắc nam, cách thành phố Tuyên Quang 68 km về hướng bắc.

## Hành chính
Huyện Chiêm Hóa có 24 đơn vị hành chính cấp xã trực thuộc, bao gồm thị trấn Vĩnh Lộc (huyện lỵ) và 23 xã: Bình Nhân, Bình Phú, Hà Lang, Hòa An, Hòa Phú, Hùng Mỹ, Kiên Đài, Kim Bình, Linh Phú, Ngọc Hội, Nhân Lý, Phú Bình, Phúc Thịnh, Tân An, Tân Mỹ, Tân Thịnh, Tri Phú, Trung Hà, Trung Hòa, Vinh Quang, Xuân Quang, Yên Lập, Yên Nguyên.

## Lịch sử
Sau năm 1954, huyện Chiêm Hóa có 30 đơn vị hành chính cấp xã, bao gồm thị trấn Vĩnh Lộc và 29 xã: Bình An, Bình Nhân, Công Bình, Hòa An, Hòa Phú, Hồng Quang, Hùng Mỹ, Kiên Đài, Kim Quang, Kim Sơn, Linh Phú, Minh Quang, Ngọc Hội, Nhân Lý, Phú Bình, Phú Thành, Phúc Hậu, Phúc Thịnh, Tân An, Tân Mỹ, Tân Thịnh, Thổ Bình, Tri Phương, Trung Hà, Trung Hòa, Vinh Quang, Xuân Quang, Yên Lập, Yên Nguyên.
Ngày 26 tháng 12 năm 1970, Phủ Thủ tướng ban hành quyết định số 82-BT.Theo đó: 
- Hợp nhất 2 xã: Phúc Hậu và Kim Sơn thành xã Phúc Sơn.
- Hợp nhất 2 xã: Tri Phương và Phú Thành thành xã Tri Phú.
- Sáp nhập xóm Nà Mỏ của xã Công Bình vào xã Ngọc Hội.
- Sáp nhập xóm Pắc Chài của xã Công Bình vào xã Vinh Quang.
- Hợp nhất 2 xã: Kim Quang và Công Bình thành xã Kim Bình.

Ngày 27 tháng 12 năm 1975, sau khi tỉnh Tuyên Quang sáp nhập với tỉnh Hà Giang thành tỉnh Hà Tuyên, thì huyện Chiêm Hóa thuộc tỉnh Hà Tuyên.
Ngày 19 tháng 11 năm 1985, Hội đồng bộ trưởng ban hành Quyết định số 267-HĐBT.Theo đó: 
- Chia xã Trung Hà thành 2 xã: Trung Hà và Hà Lang.
- Chia xã Kiên Đài thành 2 xã: Kiên Đài và Bình Phú.

Ngày 12 tháng 8 năm 1991, tỉnh Tuyên Quang được tái lập từ tỉnh Hà Tuyên, huyện Chiêm Hóa thuộc tỉnh Tuyên Quang có 29 đơn vị hành chính cấp xã trực thuộc, bao gồm thị trấn Vĩnh Lộc và 28 xã: Bình An, Bình Nhân, Bình Phú, Hà Lang, Hòa An, Hòa Phú, Hồng Quang, Hùng Mỹ, Kiên Đài, Kim Bình, Linh Phú, Minh Quang, Ngọc Hội, Nhân Lý, Phú Bình, Phúc Sơn, Phúc Thịnh, Tân An, Tân Mỹ, Tân Thịnh, Thổ Bình, Tri Phú, Trung Hà, Trung Hòa, Vinh Quang, Xuân Quang, Yên Lập, Yên Nguyên.
Ngày 28 tháng 1 năm 2011, chuyển 3 xã: Bình An, Thổ Bình và Hồng Quang sang trực thuộc huyện Lâm Bình.
Ngày 27 tháng 4 năm 2021, Ủy ban Thường vụ Quốc hội ban hành Nghị quyết số 1262/NQ-UBTVQH14 (nghị quyết có hiệu lực từ ngày 1 tháng 7 năm 2021). Theo đó, chuyển 2 xã Minh Quang và Phúc Sơn về huyện Lâm Bình quản lý.
Huyện Chiêm Hóa có 1 thị trấn và 23 xã như hiện nay.